# Isla Verde (Egipto)
Isla Verde (en árabe: الجزيرة الخضراء‎) es una pequeña isla artificial de 145 metros de largo y 50 metros de ancho en el mar Rojo, en la desembocadura sur del canal de Suez.

## Historia
Isla Verde era una fortaleza construida por el ejército británico para proteger sus vías navegables ultrastrategicas de ataques por aire y el mar durante la Segunda Guerra Mundial. Situada a tres kilómetros al sur de Puerto Ibrahim y a cuatro kilómetros al sur de la ciudad de Suez y la desembocadura del canal de Suez. Fue construida sobre un lecho de corales estables y está hecha de hormigón armado, consistiendo en un edificio de una planta con un patio grande. Al final de la isla, un puente de hormigón sobresalía en el agua hacia una torre circular de cinco metros de altura, con un radar y dos ametralladoras pesadas antiaéreas. Un muro reforzado con gruesas filas de alambre de púas fue construido en la orilla del agua, destinado a disuadir "a cualquier intruso que atacara por mar". En el techo fueron colocadas ametralladoras pesadas. se trataba de una serie de búnkeres de hormigón, Solo, la isla contenía un fuerte y varios emplazamientos de armas de fuego.
En 1969, durante la guerra de desgaste entre Israel y Egipto, la isla estaba defendida fuertemente. Su guarnición constaba de aproximadamente setenta soldados de infantería egipcios y doce comandos As Sa'iqa, catorce puestos de ametralladora (14,5 mm a 25 mm), dos cañones antiaéreos de 37 mm, y cuatro de 85 mm. En la noche del 19 de julio de 1969, la isla fue atacada por un comando israelí (Operación Bulmus 6). Las instalaciones de Egipto en la isla fueron destruidas por completo, con pocas bajas israelíes.